# Die letzten Jahre der Kindheit
Pour plus de détails, voir Fiche technique et Distribution.
Die letzten Jahre der Kindheit (littéralement « les dernières années de l'enfance ») est un film allemand réalisé par Norbert Kückelmann, sorti en 1979.

## Synopsis
Un adolescent en conflit avec l'autorité fugue à répétition des foyers où il est placé.

## Fiche technique
- Titre : Die letzten Jahre der Kindheit
- Réalisation : Norbert Kückelmann
- Scénario : Norbert Kückelmann et Thomas Petz (contribution)
- Musique : Markus Urchs
- Photographie : Jürgen Jürges
- Montage : Jane Seitz
- Production : Ingeborg Janiczek et Norbert Kückelmann
- Société de production : Film Fernsehen Autoren Team, Filmverlag der Autoren, Pro-ject Filmproduktion et ZDF
- Pays de production :  Allemagne de l'Ouest
- Genre : Drame
- Durée : 105 minutes
- Dates de sortie : 
  - Allemagne de l'Ouest : 19 septembre 1979

## Distribution
- Gerhard Gundel : Martin Sonntag
- Dieter Mustaffof : le frère de Martin
- Norbert Bauhuber : Django
- Karl Obermayr : le père Sonntag
- Leopoldine Schwankel : la mère Sonntag
- Evelyne Hohenwarter : la fille

## Distinctions
Le film a reçu 4 nominations aux Deutscher Filmpreis et a reçu 2 prix : Meilleur film et Meilleure photographie